# Badminton Pan Am
Badminton Pan Am ist der panamerikanische Dachverband für die Sportart Badminton mit Sitz in Lima.
1976 wurde die Pan American Badminton Confederation (PABC) gegründet und am 11. August 2006 in die heutige Bezeichnung geändert. Der Verband ist Mitglied in der Dachorganisation Badminton World Federation. Im Juli 2022 hatte die Konföderation 37 Mitgliedsverbände. Derzeitiger Präsident ist Vishu Tolan.

## Mitgliedsverbände
| Land                           | Name des Nationalverbandes                          | Webseite                      | Mitglied seit |
| ------------------------------ | --------------------------------------------------- | ----------------------------- | ------------- |
| Argentinien                    | Federacion de Badminton de la Republica Argentina   |                               |               |
| Aruba                          | Aruba Badminton Federation                          |                               |               |
| Barbados                       | Barbados Badminton Association                      |                               |               |
| Bermuda                        | Bermuda Badminton Association                       |                               |               |
| Bolivien                       | Federacion Boliviana De Badminton                   |                               |               |
| Brasilien                      | Confederação Brasileira de Badminton                | http://www.badminton.org.br   |               |
| Cayman Islands                 | Cayman Islands Badminton Association                |                               |               |
| Chile                          | Federación Deportiva Nacional de Bádminton de Chile |                               |               |
| Costa Rica                     | Asociación Costarricense de Bádminton               |                               |               |
| Curaçao                        | Badminton Bond Curaçao                              |                               | Gründung      |
| Dominikanische Republik        | La Federación Dominicana de Bádminton               | http://www.fedobad.org        |               |
| Ecuador                        | Federación Ecuatoriana de Bádminton                 |                               |               |
| El Salvador                    | Federación Salvadorena de Bádminton                 |                               |               |
| Falklandinseln                 | Stanley Badminton Club                              |                               |               |
| Französisch-Guayana            | Ligue de Guyane de Badminton                        |                               |               |
| Grenada                        | Grenada Badminton Association                       |                               |               |
| Guadeloupe                     | Ligue de Guadeloupe de Badminton                    |                               |               |
| Guatemala                      | Federación Nacional de Bádminton de Guatemala       |                               |               |
| Guyana                         | Guyana Badminton Association                        |                               | Gründung      |
| Haiti                          | Federacion Haitienne de Badminton                   |                               |               |
| Honduras                       | Federación Nacional de Bádminton de Honduras        |                               |               |
| Jamaika                        | Jamaica Badminton Association                       |                               | Gründung      |
| Kanada                         | Badminton Canada                                    | http://www.badminton.ca       | Gründung      |
| Kolumbien                      | Federación Nacional de Bádminton de Colombia        |                               |               |
| Kuba                           | Federación Cubana de Bádminton                      |                               |               |
| Martinique                     | Ligue de Badminton de Martinique                    |                               |               |
| Mexiko                         | Federación Mexicana de Bádminton                    | http://www.femeba.net         | Gründung      |
| Panama                         | Asociación Panameña de Bádminton                    |                               |               |
| Paraguay                       | Federación Paraguaya de Bádminton                   |                               |               |
| Peru                           | Federación Deportiva Peruana de Bádminton           |                               | Gründung      |
| Puerto Rico                    | Federación Puertoriquena de Bádminton               |                               |               |
| St. Lucia                      | St. Lucia Badminton Association                     |                               |               |
| Suriname                       | Surinaamse Badminton Bond                           |                               | Gründung      |
| Trinidad und Tobago            | Trinidad & Tobago Badminton Association             |                               | Gründung      |
| Uruguay                        | Asociación Uruguaya de Bádminton                    |                               |               |
| Vereinigte Staaten von Amerika | USA Badminton                                       | http://www.usabadminton.org   | Gründung      |
| Venezuela                      | Federación Venezolana de Bádminton                  | http://conarbadv.blogspot.de/ |               |

## Präsidenten
| Nr. | Zeitraum    | Name                        | Land        |
| --- | ----------- | --------------------------- | ----------- |
| 1   | 1976 – 1981 | Victor Jaramillo Villalobos | Mexiko      |
| 2   | 1988 – 1990 | Pierre Blouin               | Kanada      |
| 3   | 1990 – 1995 | Elizabeth de Erichsen       | Guatemala   |
| 4   | 1995 – 2003 | Federico Valdez             | Peru        |
| 5   | 2003 – 2005 | Joseph Mervyn Gordon        | Barbados    |
| 6   | 2005 – 2015 | Gustavo Salazar             | Peru        |
| 7   | 2015 – 2023 | Vishu Tolan                 | Jamaika     |
| 8   | seit 2023   | José Armando Bruni Ochoa    | El Salvador |